# DDB Stockholm
NORD DDB Stockholm är en svensk reklambyrå som grundades år 2004. Företaget har sitt huvudkontor ovanpå Bonniers Konsthall i centrala Stockholm. Under verksamhetsåret 2014 hade man en byråintäkt på 182 miljoner kronor och 176 anställda. 2016 uppsteg siffran anställda till över 200. VD sedan april 2018 är Andreas Dahlqvist. Creative Director är Fredrik Simonsson.
Sedan hösten 2017 bildar DDB Stockholm tillsammans med DDB Oslo, Köpenhamn och Helsingfors den gemensamma byrån NORD DDB.
Byrån är mångfaldigt prisbelönt i Sverige och internationellt. 
Bland byråns kunder finns McDonald’s, Klarna, Willys, Samsung, Volkswagen, UNIBET, Husqvarna, Gina Tricot och Vattenfall.

## Historia
Byrån är en del av DDB Worldwide Communications Group Inc. som grundades år 1949 på Manhattan i New York av James Edwin Doyle, Maxwell Dane och Bill Bernbach. Namnet DDB är bildat av initialerna från de tre grundarna. 
DDB Stockholm öppnade 2004 som den fjärde i ledet av underbyråer till DDB Worldwide i Sverige, tidigare byråer som arbetat under DDB är Falk & Pihl, Carlsson & Broman och Paradiset.

### Paradiset
Byrån Paradiset grundades år 1990 av Joakim Jonason, Björn Rietz och Stefan Öström. I januari 1993 köptes aktiemajoriteten av DDB Needham. Byrån blev därefter en del av DDB-nätverket och fick namnet Paradiset DDB.
I januari 2000 lanserade Paradiset en ny digital byrå kallad The Bearded Lady. Den ägdes gemensamt av Paradiset och WM-data i samarbete med Acne. Under 2001 blev The Bearded Lady en del av det internationella nätverket Tribal DDB.
Paradiset var ekonomiskt och kreativt framgångsrikt under 1990-talet, men tappade kunder runt 2002 och tvingades till uppsägningar.

### DDB Stockholm
- År 2004 släpptes namnet "Paradiset" och byrån bytte namn till DDB Stockholm.[11]
- År 2010 grundades DDB Design som en designbyrå inom DDB Stockholm.[12] Den bytte namn till Nord ID år 2019.[13]
- År 2017 uppgick DDB Stockholm i en nordisk byråkonstellation kallad Nord DDB som även inkluderar DDB-byråerna i Köpenhamn, Oslo och Helsingfors.

## Kunder i urval
- Diesel, under 1990-talet fram till 2001.[14]
- Aftonbladet, fram till 2002.[15] Vann ett guldägg för Sportbladet år 2000.[16]
- Loka, fram till 2003[17].
- Sveriges försvarsmakt, 2003[10]–2016[18]. Under Cannes Lions 2016 belönades NORD DDB med brons träningsappen FMTK för Försvarsmakten. [19]
- Skoda, 2003[20]–.
- OLW, 2003[21]–2008[22]
- Brämhults, 2003[23] och en tid därefter.
- Fritidsresor, 2003[24]–2009[25].
- McDonald's, 2004[26]–
- Volkswagen, 2006[27]–. Skapade konceptet "Rolighetsteorin" som lanserades in oktober 2009[28] och vann både guldägg och Cannes Grand Prix.[29][30]
- Willys, 2008[31]–.
- Unibet, 2008[32]–2019[33].
- Telia, 2009[34]–2016[35].
- Eniro, 2010[36]–2012[37].
- Vattenfall, 2011[38]–.
- Gina Tricot, 2015[39]–.
- Delicato, 2015[40]–. Utvecklade Delicatos tidigare reklammanér med fokus på oväntade kontexter.[41] Vann ett guldägg 2017 för annonsen "Hela Sverige Bakar...inte!".[42]
- Klarna, 2016[43]–. Under Cannes Lions 2016 belönades NORD DDB med brons för kampanjen ”Smoooth” för Klarna [44]
- Björn Borg, 2018[45]–.
- Apollo Resor, 2018[46]–.
- Tradera, 2019[47]–.
- SOS Barnbyar, 2019[48]–.
- Telenor, 2019[49]–.

## Chefer
Vd för DDB Stockholm (fram till 2004, Paradiset DDB):
- Stefan Öström, -2000
- Helena Westin, 2000[50]-2002
- Stefan Öström, 2002-2003
- Niclas Melin, 2003[51]-2011
- Carl Wåreus, 2011[52]-2012[53]
- David Sandström, 2012[54]-2016
- Tove Langseth och Jacob Sandström, 2016-2018
- Andreas Dahlqvist, 2018[55]-